# Rita Volk
Rita Volk, född 3 september 1990 i nuvarande Uzbekistan, är en amerikansk skådespelare.
Volk har bland annat medverkat i TV-serien Dr Death. H0n har även medverkat i filmerna The Hungover Games och Almost Friends.

## Filmografi (i urval)
- 2014 – The Hungover Games
- 2014–2016 – Faking It (TV-serie)
- 2016 – Almost Friends
- 2023 – Dr Death (TV-serie)